# Kouniakary
Kouniakary, o Koniakary, è un comune urbano del Mali facente parte del circondario di Kayes, nella regione omonima.